# إيلي هارفي (رسام)
إيلي هارفي (بالإنجليزية: Eli Harvey) هو رسام أمريكي، ولد في 23 سبتمبر 1860 في Ogden, Ohio ‏ في الولايات المتحدة، وتوفي في 10 فبراير 1957.